# 25514 Лісаву
25514 Лісаву (25514 Lisawu) — астероїд головного поясу, відкритий 7 грудня 1999 року.
Тіссеранів параметр щодо Юпітера — 3,447.